# Sant Joan de Palamós
Sant Joan de Palamós est un quartier de la ville de Palamós en Espagne. C'était une commune indépendante centrée sur la paroisse de Santa Eugènia de Vila-romà. La commune était bordée au nord par Fitor (ca) et Mont-ras, au sud par Palamós et à l'ouest par Calonge.
En 1799, la municipalité de Vall-llobrega en fut séparée. Plus tard, au cours du premier tiers du XIXe siècle, elle devint une municipalité constitutionnelle, une fois l'ancien régime seigneurial disparu.
Selon une source géographique du milieu du XIXe siècle, elle comptait 183 habitants et 921 résidents, et produisait du blé, des légumineuses, du vin, de l'huile et du liège, qui servait à alimenter une industrie. À cette époque, la municipalité de Palamós la dépassait déjà en termes de population (372 habitants et 1 828 résidents), probablement en raison du dynamisme économique apporté par le port. 
Malgré les premières intentions de fusionner Sant Joan et Palamós pendant la Seconde République espagnole, leur annexion a eu lieu en 1942, la municipalité relativement petite de Palamós n'étant pas exemptée d'un manque de documentation administrative à cet égard.
Cette commune disposait d'un point de dépôt sur la ligne ferroviaire Palamós-Flaçà, plus tard Palamós-Girona-Banyoles, correspondant au km 2.